# Arthroleptella
Arthroleptella es un género de anfibios anuros de la familia Pyxicephalidae. Son endémicas de Sudáfrica.

## Especies
Según ASW:
- Arthroleptella bicolor Hewitt, 1926
- Arthroleptella drewesii Channing, Hendricks & Dawood, 1994
- Arthroleptella landdrosia Dawood & Channing, 2000
- Arthroleptella lightfooti (Boulenger, 1910)
- Arthroleptella rugosa Turner & Channing, 2008
- Arthroleptella subvoce Turner, de Villiers, Dawood & Channing, 2004
- Arthroleptella villiersi Hewitt, 1935